# 富井一
富井 一（とみい はじめ、1940年（昭和15年）12月11日 - ）は、日本のアルペンスキーヤー。1964年冬季オリンピックに出場した。 